# Mark Willis
Mark Willis (Narrabri, 3 maggio 1976) è un pilota motociclistico australiano ritiratosi dall'attività agonistica.

## Carriera
Nel 1991 vinse l'NSW Championship australiano, nel 1992 vinse il campionato australiano Long Track. Viene nominato pilota australiano dell'anno 1996 essendosi aggiudicato il campionato nazionale Supermoto, la 24 ore di Spa e il Bol d'Or. Nel 1997 corse il campionato australiano Superbike, nella stessa squadra di Troy Bayliss, e arrivò 4º nella classifica finale.
Nel 1998 corse i campionati australiani Superbike e Supersport; venne inoltre chiamato, come pilota wild card, a prendere parte ad una gara di 500 GP ed una del campionato mondiale Superbike a Phillip Island nella quale sesto in gara uno e nono in gara due: i punti così conquistati gli consentirono di classificarsi al ventitreesimo posto nel mondiale.
Dal 1999 al 2001 corse nella classe 500 nei team BSL Racing, Proton KR Modenas e Pulse GP. Concludendo tutte e tre le stagioni con tre punti Nel 2000 partecipò a 2 gare del campionato mondiale Endurance per la Yamaha Motor France vincendo la 24 ore di Spa e il Bol d'Or, in squadra con Jean-Marc Delétang e Fabien Foret. Nel 2002 approdò al campionato mondiale Supersport, correndo con una Yamaha YZF R6 del team Saveko Racing come pilota sostitutivo, senza ottenere punti.
Nel 2006 e 2007 ha corso il campionato australiano Nakedbike.

## Risultati in gara

### Campionato mondiale Superbike
| 1998 | Moto   |   |   |  |  |  |  |  |  |  |  |  |  |  |  |  |  |  |  |  |  |  |  |  |  |  |  | Punti | Pos. |
| ---- | ------ | - | - |  |  |  |  |  |  |  |  |  |  |  |  |  |  |  |  |  |  |  |  |  |  |  |  | ----- | ---- |
| 1998 | Suzuki | 6 | 9 |  |  |  |  |  |  |  |  |  |  |  |  |  |  |  |  |  |  |  |  |  |  |  |  | 17    | 23º  |

| Legenda | 1º posto        | 2º posto            | 3º posto           | A punti      | Senza punti        | Grassetto – Pole position Corsivo – Giro più veloce |
| Legenda | Gara non valida | Non qual./Non part. | Ritirato/Non class | Squalificato | '-' Dato non disp. | Grassetto – Pole position Corsivo – Giro più veloce |

### Motomondiale
| 1998 | Classe | Moto   |  |  |  |  |  |  |  |  |  |  |  |  |    |  |  |  | Punti | Pos. |
| ---- | ------ | ------ |  |  |  |  |  |  |  |  |  |  |  |  | -- |  |  |  | ----- | ---- |
| 1998 | 500    | Suzuki |  |  |  |  |  |  |  |  |  |  |  |  | 14 |  |  |  | 2     | 33º  |

| 1999 | Classe | Moto              |    |  |    |    |    |  |    |  |    |    |    |     |    |    |    |    | Punti | Pos. |
| ---- | ------ | ----------------- | -- |  | -- | -- | -- |  | -- |  | -- | -- | -- | --- | -- | -- | -- | -- | ----- | ---- |
| 1999 | 500    | BSL e Modenas KR3 | NQ |  | 18 | NQ | NQ |  | 17 |  | 16 | 16 | 17 | Rit | 15 | 16 | 16 | 14 | 3     | 30º  |

| 2000 | Classe | Moto        |  |  |  |  |  |  |  |  |  |  |  |    |  |    |    |     | Punti | Pos. |
| ---- | ------ | ----------- |  |  |  |  |  |  |  |  |  |  |  | -- |  | -- | -- | --- | ----- | ---- |
| 2000 | 500    | Modenas KR3 |  |  |  |  |  |  |  |  |  |  |  | 15 |  | 14 | NP | Rit | 3     | 28º  |

| 2001 | Classe | Moto  |     |    |    |     |    |    |    |    |  |  |  |  |  |  |  |  | Punti | Pos. |
| ---- | ------ | ----- | --- | -- | -- | --- | -- | -- | -- | -- |  |  |  |  |  |  |  |  | ----- | ---- |
| 2001 | 500    | Pulse | Rit | 20 | 19 | Rit | 13 | 18 | 16 | 19 |  |  |  |  |  |  |  |  | 3     | 26º  |

| Legenda | 1º posto        | 2º posto            | 3º posto            | A punti      | Senza punti        | Grassetto – Pole position Corsivo – Giro più veloce |
| Legenda | Gara non valida | Non qual./Non part. | Ritirato/Non class. | Squalificato | '-' Dato non disp. | Grassetto – Pole position Corsivo – Giro più veloce |

### Campionato mondiale Supersport
| 2002 | Moto   |  |  |  |    |  |  |  |  |  |  |  |  | Punti | Pos. |
| ---- | ------ |  |  |  | -- |  |  |  |  |  |  |  |  | ----- | ---- |
| 2002 | Yamaha |  |  |  | 16 |  |  |  |  |  |  |  |  | 0     |      |

| Legenda | 1º posto        | 2º posto            | 3º posto           | A punti      | Senza punti        | Grassetto – Pole position Corsivo – Giro più veloce |
| Legenda | Gara non valida | Non qual./Non part. | Ritirato/Non class | Squalificato | '-' Dato non disp. | Grassetto – Pole position Corsivo – Giro più veloce |